# カブキグラス
カブキグラス（KabukiGlasses）は、双眼鏡（オペラグラス）のブランド。

## 概要
光学ガラス製のレンズとプリズムを使用したダハ式双眼鏡。鏡筒はメガネのようにフレームと一体化されていることと、ピント調整が自然に行われる点が特徴。フレームを耳にかけ着用することで、手を使わない状態の使用が可能となり、手ブレがなく、安定して使用することができる。

## 用途
観劇やプロ野球などのスポーツ観戦のほか、競馬
、バードウォッチング
、狩猟、
など、多分野における使用実績がある。

## 評価
国際的な双眼鏡レビューサイト「BestBinocularsReviews」は、標準的な双眼鏡の倍ほどある広い視野角と、光学ガラスで上質の材料を用いて非常に明るく、解像度が高い点を高く評価し、観劇用部門とスポーツ観戦部門で5ッ星（最高評価）をしている。また軽量で、ピント合わせが不要で、手ブレがないことから、取扱いが容易で子どもの使用にも適していると評した。